# ТЕС Tiefstack Ersatz
ТЕС Tiefstack Ersatz — теплова електростанція в Німеччині у місті Гамбург.
Станцію Tiefstack Ersatz розмістили на місці старої ТЕС, яка діяла з 1917 року. В 1993-му тут ввели в експлуатацію енергоблок, що працює на кам'яному вугіллі потужністю 180 МВт.
В 2009 році спорудили другий блок, розрахований на використання природного газу. Він створений за технологією комбінованого парогазового циклу та обладнаний двома газовими турбінами Trent 60 виробництва компанії Siemens потужністю по 51,9 МВт. Разом з паровою турбіною вони забезпечували показник виробітки блоком електроенергії на рівні 156 МВт.
Станом на 2017 рік загальна електрична потужність станції вказувалась на рівні 321 МВт.
Окрім виробництва електроенергії, Tiefstack Ersatz постачає тепло для половини Гамбурга, при цьому її теплова потужність значно перевищує електричну. Для покриття пікових навантажень існують два водогрійні котли на природному газі.
Очікується, що вугільний блок № 1 буде працювати до кінця 2020-х років.